# Stolperstein von Beekbergen
Der bisher einzige Stolperstein von Beekbergen ist Willem van Biene gewidmet. Stolpersteine werden vom Kölner Künstler Gunter Demnig in weiten Teilen Europas verlegt. Sie erinnern an das Schicksal der Menschen, die von den Nationalsozialisten ermordet, deportiert, vertrieben oder in den Suizid getrieben wurden und liegen im Regelfall vor dem letzten selbstgewählten Wohnsitz des Opfers.
Der bislang einzige Stolperstein in Beekbergen wurde am 23. April 2018 vom Künstler persönlich verlegt.

## Stolperstein
| Stolperstein | Übersetzung                                                                          | Verlegeort | Name, Leben                  |
| ------------ | ------------------------------------------------------------------------------------ | ---------- | ---------------------------- |
|              | HIER WOHNTE WILLEM VAN BIENE JG. 1902 DEPORTIERT 1941 ERMORDET 17.10.1941 MAUTHAUSEN | Kerkweg 22 | Willem van Biene (1902–1941) |

## Verlegung
Die Verlegung erfolgte am 23. April 2018 durch den Künstler persönlich. Anwesend war Willem van Bienes Tochter.